# Мария Анна Португальская
Мария Анна Португальская (порт. Maria Ana de Bragança, фр. Marie Anne; 13 июля 1861, Бронбах, Штутгарт — 31 июля 1942, Нью-Йорк, Нью-Йорк) — инфанта Португалии, супруга Великого герцога Люксембургского, регент Люксембурга. Принадлежала к династии Браганса.

## Биография
Отцом Марии Анны был смещённый король Португалии Мигел I, матерью — Аделаида Лёвенштейн-Вертгейм-Розенбергская. Мария Анна была титулярной инфантой Португалии. Хотя их семья и жила в изгнании в Австрии, Мигел сумел обеспечить своим дочерям выгодные замужества.
Вильгельм стал Великим герцогом после смерти его отца 17 ноября 1905 года, и Мария Анна стала Великой герцогиней (официальным написанием её имени после этого стало французское). Так как Вильгельм был последним мужским представителем рода Нассау, он объявил наследницами престола своих дочерей.
Великая герцогиня Мария Анна стала регентом Люксембурга, когда её муж 19 ноября 1908 слёг с болезнью, приведшей к его смерти, и после его смерти 15 февраля 1912 года продолжила регентство до 18 июня 1912 года — уже при своей малолетней дочери Марии-Аделаиде.
Вдовствующая великая герцогиня Мария Анна умерла в изгнании в Нью-Йорке 31 июля 1942 года, когда её семья была вынуждена покинуть родину во время Второй мировой войны.

## Семья и дети

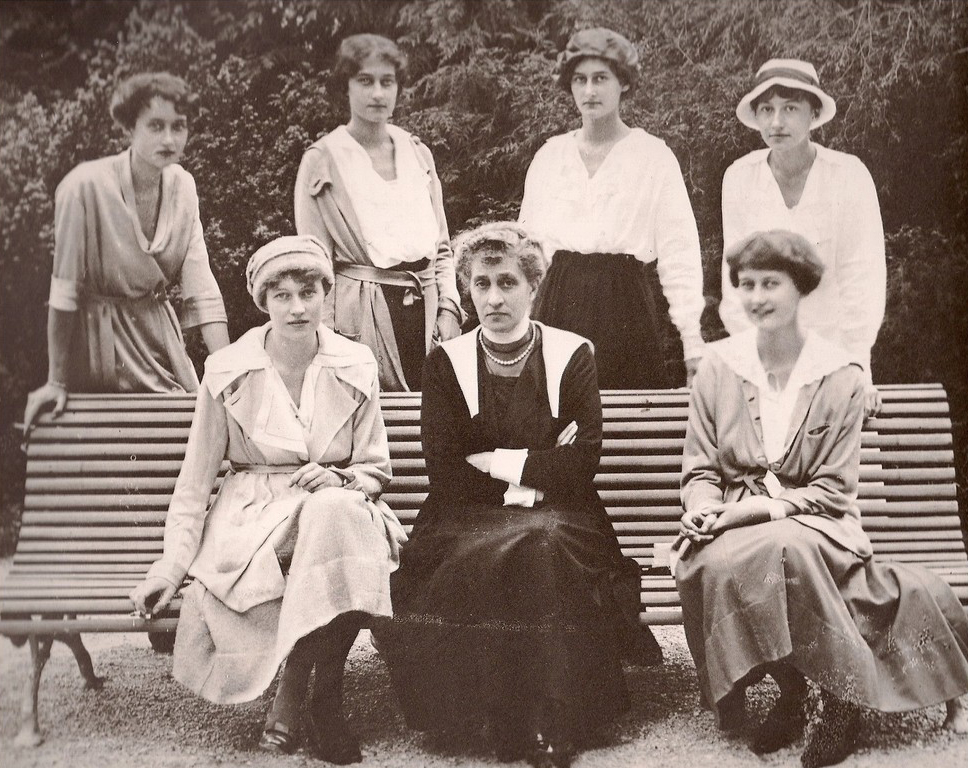
Инфанта Мария Анна вместе с шестью дочерьми

21 июня 1893 года инфанта Мария Анна вышла замуж в Цель-ам-Зе за будущего великого герцога Люксембургского Вильгельма IV. У пары было шестеро детей, все — дочери:
- Мария-Аделаида (великая герцогиня Люксембургская) (1894—1924), которая не выходила замуж и не имела детей.
- Шарлотта (великая герцогиня Люксембургская) (1896—1985), которая вышла замуж за своего кузена Феличе Бурбон-Пармского, сына младшей сестры Марии Анны.
- Хильда София Мария Аделаида Вильгельмина (15 февраля 1897 — 8 сентября 1979), которая 29 октября 1930 года в замке Берг вышла замуж за Адольфа Шварценберга, детей у них не было.
- Антуанетта (1899—1954), которая стала второй женой баварского кронпринца Рупрехта.
- Елизавета Мария Вильгельмина (7 марта 1901 — 2 августа 1950), которая 14 ноября 1922 года вышла замуж за Людвига Филиппа Турн-и-Таксис.
- София Каролина Мария Вильгельмина (14 февраля 1902 — 24 мая 1941), которая 12 апреля 1921 года вышла замуж за Эрнста Генриха Саксонского.

Хотя Вильгельм и был протестантом, он согласился, чтобы их дети были католиками, ибо католицизм был религией подавляющего большинства населения Люксембурга.